# DHL Hub Leipzig
Die DHL Hub Leipzig GmbH, mit Sitz in Schkeuditz, betreibt für das Logistikunternehmen DHL am Flughafen Leipzig/Halle eines von weltweit insgesamt drei Luftfahrt-Drehkreuzen (Global Hubs). DHL ist ein Unternehmen der Deutschen Post AG unter der Konzernfirmierung Deutsche Post DHL. Für den Betrieb des DHL-Drehkreuzes entstand neben dem DHL-Hub die European Air Transport Leipzig GmbH, die die Wartung der Flugzeuge übernimmt.

## Geschichte
Die Deutsche Post AG beschloss 1998, neben den Flughäfen München, Stuttgart und Hamburg auch Leipzig/Halle in das DHL-Frachtflugnetz aufzunehmen, um die Express-Angebote in Mitteldeutschland verbessern zu können. Mit direkter Verbindung zum Straßen- und Schienennetz bot der Flughafen gute infrastrukturelle Voraussetzungen. So sollten die DHL-Worldwide-Express-Stationen in Dresden, Glauchau, Erfurt und Glesien von der neuen Anbindung profitieren. Die Organisation der Leipziger Niederlassung lag in den Händen der DHL Aviation GmbH NL Berlin (später DHL Airways GmbH) mit damaligem Sitz am Flughafen Berlin-Schönefeld. Geflogen wurde von Leipzig/Halle zunächst nach Köln/Bonn, Luton (London), Paris-Charles-de-Gaulle und wieder zurück nach Leipzig/Halle mit einer Fokker F-27 des Flugunternehmens SkyTeam.
Anfang 1999 bekam die Station einen eigenen Niederlassungsleiter, die Luftfracht wurde von der damaligen Flughafentochter Frachtabfertigungs- und Entwicklungsgesellschaft (FAL) zusammen mit der PortGround GmbH umgeschlagen. Ab 2002 flog die Swiftair mit einer Convair 580, die mit Containern beladen wurde. Auch Charterflüge im Auftrag der EAT Brüssel N.V./S.A. wurden abgefertigt, so landete zum Beispiel die Boeing 757 schon damals in Leipzig.
Nach einem mehrmonatigen Auswahlverfahren gab die Deutsche Post AG am 9. November 2004 als Standort für ihr zukünftiges Europa-Drehkreuz den Flughafen Leipzig/Halle bekannt. Die Planung erfolgte unter dem Projektnamen Pegasus, Projektleiter wurde im Januar 2005 Michael Reinboth (* 1953). Die Projektsteuerung lag in den Händen der Ingenieurgesellschaft Obermeyer Planen + Beraten. Der Projektstab hatte seine Büros zusammen mit der DHL Airways GmbH in einem flughafeneigenen Gebäude im Südteil des Flughafens. Als der Platz nach einem halben Jahr nicht mehr ausreichte, wurden Räume im Airport Business Center der Deutschen Bank in Schkeuditz angemietet, wo sich auch heute noch DHL-Büros befinden. Das Personalmanagement für die erforderlichen Neueinstellungen lag in den Händen einer Tochtergesellschaft der Stadt Leipzig. Ein erstes provisorisches Sortierzentrum konnte im Juni 2006 im ehemaligen Terminal C des Flughafens eröffnet werden. Dort machten sich die ersten neuen Mitarbeiter mit den Tätigkeiten innerhalb eines Gateways vertraut.
In Anwesenheit von Bundesaußenminister Frank-Walter Steinmeier, Bundesverkehrsminister Wolfgang Tiefensee, den Ministerpräsidenten Georg Milbradt (Sachsen) und Wolfgang Böhmer (Sachsen-Anhalt), sowie 400 weiteren Gästen eröffnete der Vorstandsvorsitzende der Deutsche Post AG Frank Appel am 26. Mai 2008 das DHL Hub Leipzig. Die Eröffnungsfeier wurde im Hangar der European Air Transport Leipzig ausgerichtet.
Da der ursprüngliche Umschlagsbereich (zunächst als Warehouse bezeichnet, aktuell Terminal) durch stetig wachsendes Frachtaufkommen an seine Kapazitätsgrenzen stieß, wurde 2015 mit dem Bau zwei neuer Verladehallen – Terminals 2 und 3 – begonnen. Deren Eröffnung und gleichzeitige Inbetriebnahme fand am 12. Oktober 2016 statt.

## Frachtaufkommen
Das Drehkreuz am Flughafen Leipzig/Halle ist seit Anfang 2008 in Betrieb. Täglich werden durchschnittlich rund 500.000 Sendungen (entspricht einem Gesamtgewicht von über 2000 Tonnen) umgeschlagen, neben dem Luftfrachtaufkommen (jeweils rund 75 Flugzeugstarts und -landungen) auch für den Güterverkehr per Straße. Das über 600.000 m² große Vorfeld bietet dabei Stellplätze für bis zu 65 Flugzeuge gleichzeitig. Etwa 50 Zielorte in Europa, Asien und Amerika werden vom DHL Hub Leipzig aus direkt angeflogen.
2019 starteten rund 79.000 Flüge vom Schkeuditzer Flughafen, das Dreifache der Zahlen von 2007. Durch den geplanten Ausbau des Frachtflugverkehrs würden die Flugbewegungen bis 2032 auf 118.000 ansteigen.
Herzstück im Verteilungsbereich ist eine mehrteilige Bandanlage, auf der die aufgelegten Sendungen ihrem Bestimmungsort gemäß vorsortiert werden. Mit der Erweiterung 2016 wurde zudem ein weiteres Sortierband für schweres und sperriges Frachtgut in Betrieb genommen. Die Gesamtlänge der Sortieranlage beträgt 46,6 Kilometer.

## Subventionen
Die Ansiedlung von DHL hat der Freistaat Sachsen mit rund 71 Mio. Euro subventioniert. Die EU-Kommission hat im Juli 2008 eine Garantie des Freistaats Sachsen für den Betrieb des Flughafens Leipzig/Halle in Höhe von 500 Millionen Euro gekippt. Die öffentlichen Investitionen in Höhe von 350 Millionen Euro für die neue Start- und Landebahn Süd des Flughafens stuften die Wettbewerbshüter hingegen als zulässige staatliche Beihilfe ein.

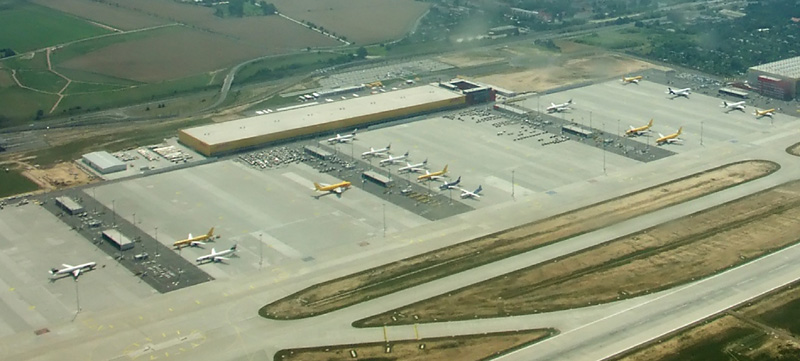
DHL-Hub am Flughafen Leipzig/Halle

## Arbeitsplätze
Die DHL Hub Leipzig GmbH verpflichtete sich, bis Ende 2012 3500 Mitarbeiter einzustellen; dieses Ziel wurde Ende Oktober 2012 erreicht.
Den weitaus größten Teil der Arbeitnehmer bilden die so genannten Operation Agents und Ramp Agents, die im Verteilzentrum und auf dem Vorfeld arbeiten; sie sind überwiegend während der nächtlichen Flugzeugabfertigungen im Einsatz. Ein weiteres Drittel der Arbeitsplätze umfasst höher qualifizierte Jobs, beispielsweise Verwaltungsangestellte. Hinzu kommen Mitarbeiter in der Instandsetzung, Sicherheitspersonal und andere.

## Anbindung
Über die Bundesstraße 6 ist das DHL-Hub an die nahe gelegenen Autobahnen A 9 und über die Staatsstraße 8a an die A 14 angeschlossen.
Ein Gleisanschluss verbindet das Hub mit der Bahnstrecke Magdeburg–Leipzig.

## Kritik
Die Gewerkschaft ver.di kritisierte 2008, dass die Löhne der Operation Agents und Ramp Agents nicht ausreichten, um deren Existenz zu sichern. Zwar galt ein tarifvertraglich geregelter Stundenlohn von 7,56 Euro, doch die Wochenarbeitszeit der Operation Agents bspw. betrug laut unbefristetem Arbeitsvertrag 22 Stunden. Dies entspricht einem Monatseinkommen von rund 700 Euro. Je nach Bedarf schloss DHL mit den Agents auf wenige Monate befristete Zusatzarbeitsverträge ab, die ein Plus an Arbeitszeit enthalten konnten. Laut ver.di werde es mit wachsender Anzahl von Mitarbeitern aber kaum zusätzliche Arbeitszeit geben. Ver.di schätzte daher, dass von den zu der Zeit insgesamt 3.500 DHL-Mitarbeitern rund 1.400 zusätzlich Arbeitslosengeld II beantragen mussten, um ihre Existenz zu sichern. 2015 gab ver.di bekannt, dass die Wochenarbeitszeit der Angestellten bei vollem Lohnausgleich im Rahmen eines Tarifabschlusses schrittweise bis 2018 um 1,5 Wochenstunden reduziert werde.
Rund ein Dutzend Bürgerinitiativen kämpfen im Raum Leipzig/Halle seit 2008 gegen die gesundheitliche Belastung durch nächtlichen Fluglärm.
Pro Nacht landen durchschnittlich 80 bis 90 Frachtflugzeuge am DHL Hub Leipzig, sie werden sofort entladen und binnen kürzester Zeit neu beladen, um wieder abzuheben. Daraus ergeben sich mindestens 160 Starts und Landungen pro Nacht mit entsprechender Lärmbelastung beim An- und Abflug für die Anwohner im Verlauf der Einflugschneisen.
Auch kritisieren Umweltaktivisten, dass der Flughafen Leipzig Halle den höchsten CO2-Ausstoß aller deutschen Flughäfen aufweist.

## Varia
- Die Straße am DHL-Hub heißt Hermann-Köhl-Straße und ehrt damit den deutschen Flugpionier.